# 油麦吊云杉
油麦吊云杉（学名：Picea brachytyla var. complanata）是松科云杉属的变种，是中国的特有植物。分布在中国大陆的四川、西藏、云南等地，生长于海拔2,000米至3,800米的地区，多生在针叶树混交林中，目前尚未由人工引种栽培。

## 别名
油麦吊杉（中国树木学），美条杉（中国裸子植物志），米条云杉（经济植物手册）